# Orden des Erlösers

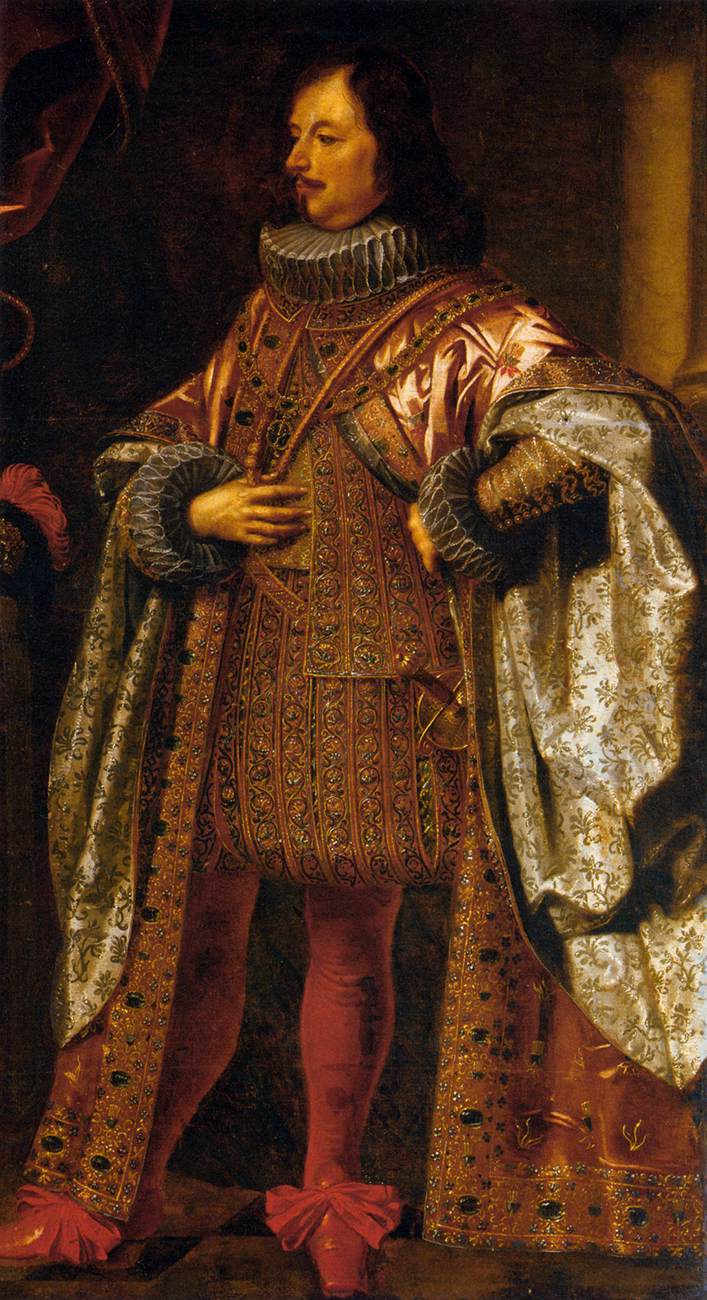
Vincenzo II. Gonzaga im Ordensornat

Der Orden des Erlösers oder Orden des kostbaren Blutes Jesu Christi war ein Ritterorden im Herzogtum Mantua. Die Stiftung erfolgte Pfingsten 1608 durch Herzog Vincenzo I. Gonzaga in der Kirche des heiligen Andreas in Mantua, wo eine Heilig-Blut-Reliquie aufbewahrt wird. Jährlich wurde in dieser Kirche der Ordenstag gefeiert.
Die Anzahl der Ritter war auf 20 festgesetzt, der Herzog von Mantua war Großmeister. Die ersten 14 Ritter wurden bei der Stiftung ernannt, insgesamt wurden 204 Ritter aufgenommen. Die letzte Aufnahme fand 1700 statt.
Nach dem Tod des letzten Herzogs Ferdinando Carlo von Gonzaga-Nevers 1708 fiel das Herzogtum an das Haus Habsburg, der Orden erlosch wenig später.

## Ordensdekoration

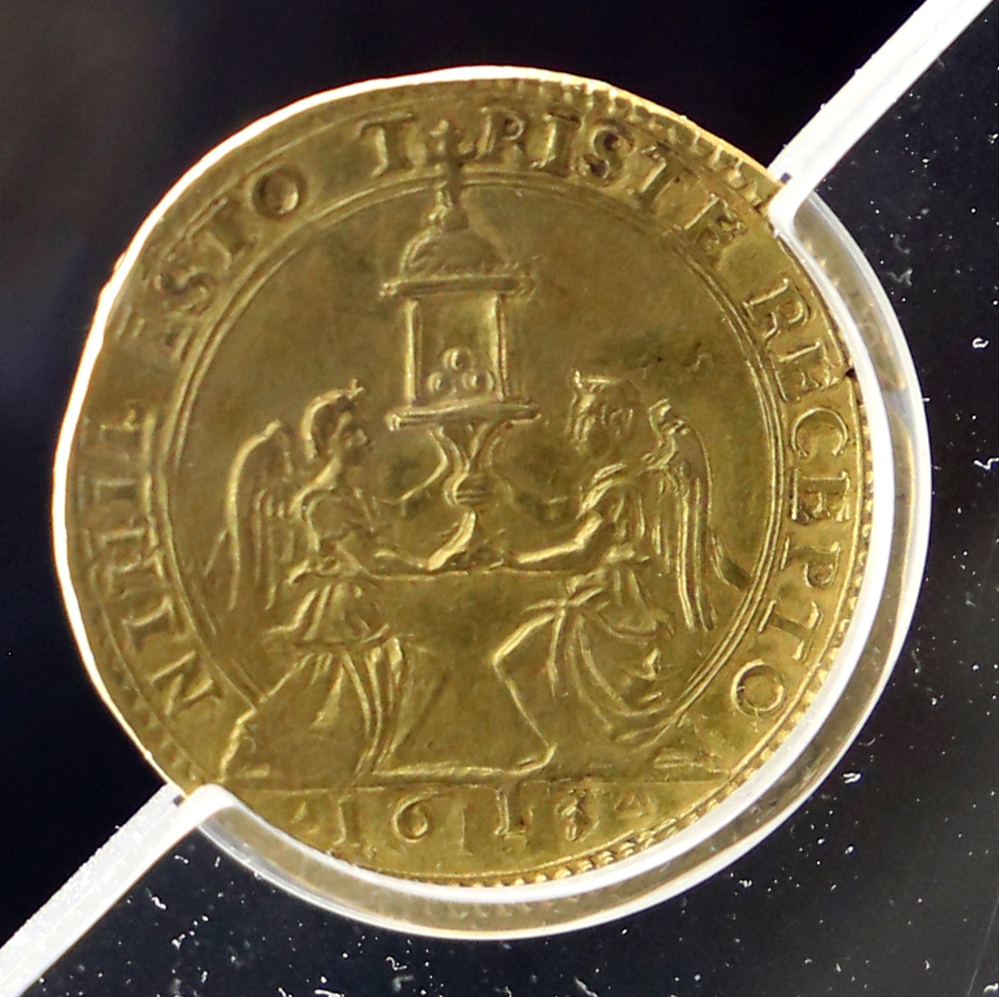
Doppia (Doppel-Scudo) Ferdinando Gonzagas mit dem Ordenszeichen

Das Ordenszeichen war ein goldenes ovales Medaillon, mit zwei gegeneinander stehenden Engeln, die eine goldene Monstranz halten. Mittig der Monstranz im Ostensorium befanden sich drei Rubine, die drei Tropfen vom Blut Christi symbolisieren. Eine Umschrift mit der Ordensdevise NIHIL HOC TRISTE RECEPTO (Wer dieses hat, dem kann nichts schaden) umgab diese Dekoration.

## Ordenskette und Trageweise
Das Ordenszeichen trugen die Rittern an einer großen goldenen Ordenskette um den Hals über der Brust herabhängend. Die Kette war wechselweise aus goldenen, ovalen weiß emaillierten Schildchen zusammengesetzt und mit kleinen goldenen Gliedern verbunden, die wechselnd eine goldene Monstranz mit mittig drei roten Punkten und die Inschriften DOMINE und PROBASTI (Herr, du hast [mich] erforscht - Anfang des Psalm 139) in schwarzer Schrift zeigte.